# Шмидт, Доминик
Доминик Шмидт (нем. Dominik Schmidt; 1 июля 1987, Западный Берлин) — немецкий футболист, защитник.

## Карьера
Начал свою любительскую карьеру в берлинской команде «Любарс», позднее выступал за команды «Райникдорфен Фюхзе» и «Нордберлинер», а затем перешёл в юношеский состав команды «Тасмания 1900». В 2006 году его выкупил «Вердер», и в составе дубля бременецев Шмидт начал играть в рамках чемпионата Северной Регионаллиги. В сезоне 2006/07 он провёл 15 игр (в 9 вышел на замену, в одном вышел в стартовом составе и был заменён, в оставшихся отыграл полностью) и забил гол в матче против «Киккерс Эмден». Однако его команда проиграла матч со счётом 4:2. В итоге «Вердер II» стал восьмым, отстав на 4 очка от «Хольштайна».
В сезоне 2007/08 он провёл 24 матча, в восьми из которых выходил на замену, в пяти выходил в стартовом составе и заменялся, 11 раз отыграл полностью. Дважды отличился и помог клубу занять пятое место в Третьей лиге. Там же он совершил в следующем сезоне прорыв, отыграв из 38 матчей клуба 34. В пяти случаях он вышел в стартовом составе, но был потом заменён. Отличился один раз за сезон. В сезоне 2009/10 он дебютировал за основной состав «Вердера», однако параллельно проводил команды и за дубль. Вскоре он получил травму колена и выбыл на месяц из строя. После выздоровления он провёл все матчи в Третьей лиге, кроме одного, который пропустил из-за второй жёлтой карточки. Сыграл 22 матча, пять раз был заменён и голами не отметился. Клуб опустился в итоге на 13-е место.
Сезон 2010/11 начал в Третьей лиге, однако вскоре экстренно был вызван в основную команду из-за серьёзных травм других игроков. Сыграл в 5-м туре Лиги чемпионов игру против «Тоттенхэма», которую «музыканты» проиграли 3:0 и выбыли из еврокубков. Отыграл все оставшиеся матчи в чемпионатах и клубах. В зимний перерыв заявил, что не будет продлевать летом контракт, и потребовал более высокую зарплату в клубе. Тренер Клаус Аллофс не позволил Шмидту уйти из команды и даже перевёл его в дубль. Однако в межсезонье 2011/12 Шмидт ушёл в «Айнтрахт».